# 自由作家日记
自由作家日记：一个老师和她的150个未成年学生如何通过写作改变自己和他们周围的世界（英語：The Freedom Writers Diary: How a Teacher and 150 Teens Used Writing to Change Themselves and the World Around Them）是由加州長灘伍德羅·威爾遜高中的一群學生及他們的老師Erin Gruwell寫作的非虛構作品，於1999年出版。本書也是2007年電影《街頭日記》的來源。

## 外部鏈接
- “自由作家”基金會 （页面存档备份，存于）